# Gus Voerg
August „Gus“ Voerg (* 7. Juni 1870 in St. Louis; † 21. April 1944 ebenda) war ein US-amerikanischer Ruderer.

## Karriere
Voerg begann seine sportliche Laufbahn bei den nationalen Meisterschaften 1902. Hier konnte er im Vierer ohne Steuermann den Titel gewinnen. 1904 nahm er an den Olympischen Spielen teil. In St. Louis erreichte er mit seiner Mannschaft vom Western Rowing Club im Vierer ohne Steuermann den dritten Rang und sicherte sich somit Bronze.
Neben dem Rudersport war er auch im Schwimmen und Bowling aktiv.